# Cheritrella nagana
Cheritrella nagana är en fjärilsart som beskrevs av Johannes Karl Max Röber 1926. Cheritrella nagana ingår i släktet Cheritrella och familjen juvelvingar. Inga underarter finns listade i Catalogue of Life.